# Papadum
El papadum és un pa pla i prim en forma d'hòstia molt típic de la cuina del subcontinent indi, i especialment relacionats amb la costa malabar.

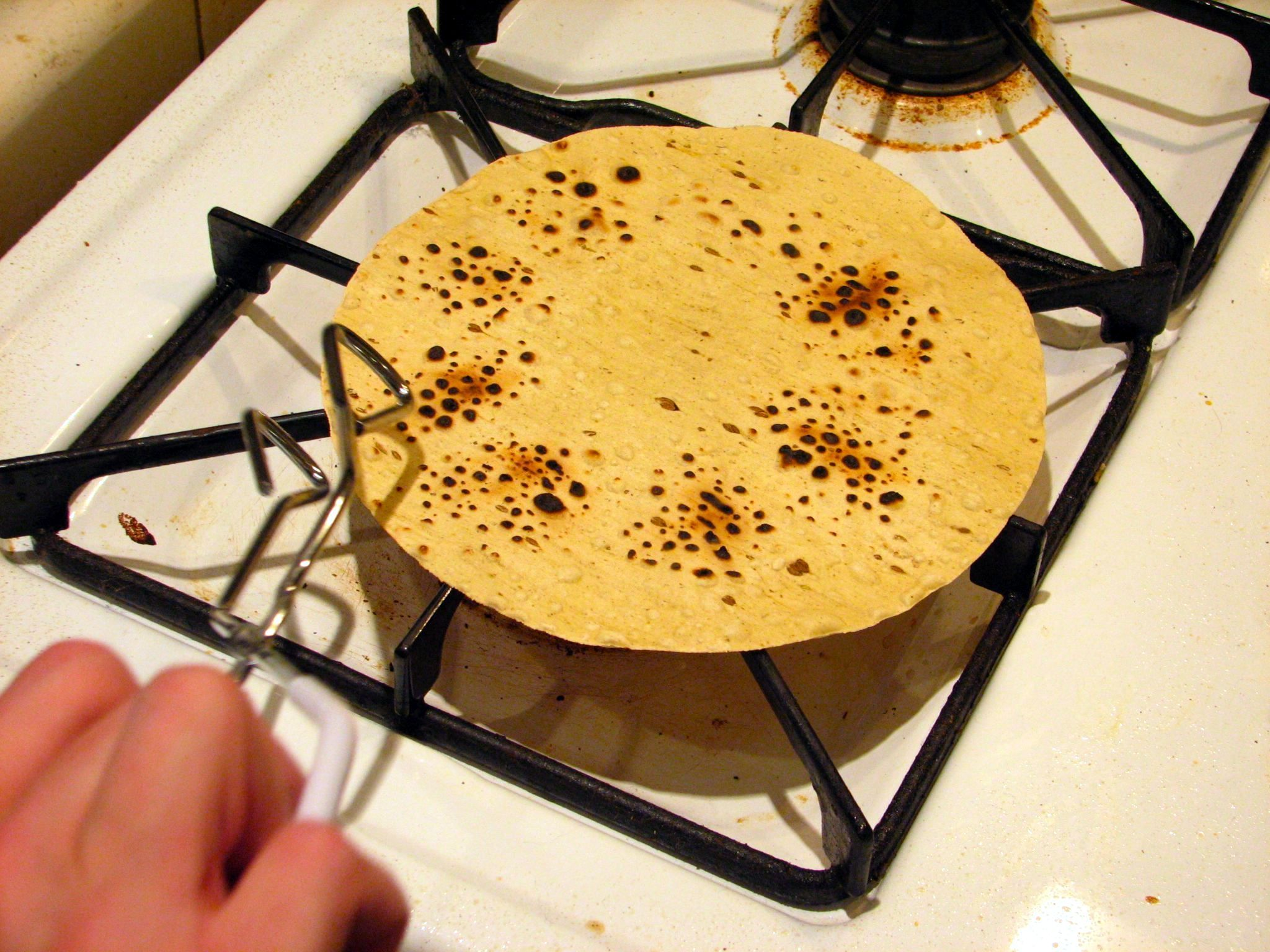
Papadams cuinats sobre una flama, un dels molts mètodes de cuinar-los.

Algunes vegades es descriuen com una galeta o pa pla, generalment elaborades amb llegums com llentilles, cigrons, farina de llentilles negres o farina d'arròs i fins i tot de creïlla.
En el districte de Dakshina Kannada s'utilitza la jaca i la sabudana (fècula de palma) com a ingredients en l'elaboració de l'happala.
A cada regió índia se serveix d'una manera distinta, però generalment es fa juntament amb la verdura al final dels àpats. En occident, se sol servir com aperitiu.

## Característiques
La massa inicial del pa s'elabora amb sal i oli de cacauet, per proporcionar sabor se sol afegir pebres, comí, all o pebre negre. A la massa se li proporciona una forma similar a la d'una truita i es cuina de diverses formes: fregit, rostit sobre una flama, torrat (gratinar), o fins i tot en el microones, tot això depèn de la textura final que es desitge donar al pa.
Se solen servir com a acompanyament als menjars, i fins i tot com a aperitiu inicial i es cobreixen amb Chutney o altres salses per mullar.

## Sociologia
Els Papadum es relacionen amb l'apoderament femení a l'Índia. Molts xicotets negocis regentats per dones comercialitzen aquest producte, entre els quals destaca Shri Mahila Griha Udyog Lijjat Papad, una organització dirigida exclusivament per dones i que va començar com un xicotet negoci als anys 1950. Va ser fundada per set dones analfabetes i en tres mesos ja hi havien treballant 25 persones. Amb un volum de negoci que l'any 2018 va superar els 100 milions d'euros, aquell mateix any ocupava a 43.000 dones d'arreu de l'Índia. Te 81 sucursals i 27 divisions arreu de l'Índia.